# Gerolamo Cardano
Gerolamo Cardano hay Girolamo Cardano (tiếng Anh: Jerome Cardan, tiếng Latin:Hieronymus Cardanus; 24 tháng 12 năm 1501 - 21 tháng 9 năm 1576) là một nhà bác học đa ngành người Ý, với các đóng góp rộng rãi như một nhà toán học, bác sĩ, nhà sinh vật học, nhà vật lý, nhà hóa học, nhà chiêm tinh, nhà thiên văn học, nhà triết học, nhà văn và con bạc. Ông là một trong những nhà toán học có ảnh hưởng nhất trong thời kỳ Phục hưng, và là một trong những nhân vật quan trọng trong nền tảng xác suất và là người giới thiệu sớm nhất hệ số nhị thức và định lý nhị thức ở thế giới phương Tây. Ông đã viết hơn 200 công trình về khoa học.
Cardano từng phần phát minh và mô tả một số thiết bị cơ học bao gồm khóa kết hợp, gimbal bao gồm ba vòng đồng tâm cho phép la bàn hoặc con quay hồi chuyển được hỗ trợ quay tự do, và trục Cardan với các khớp nối đa năng, cho phép truyền chuyển động quay ở nhiều góc độ khác nhau và được sử dụng trong các phương tiện giao thông cho đến ngày nay. Ông đã có những đóng góp đáng kể trong việc nghiên cứu về hypocycloid, được xuất bản trên tạp chí De ratiotionibus, năm 1570. Các vòng tròn sinh ra của những vòng tròn giả hình này sau đó được đặt tên là vòng tròn Cardano hoặc vòng tròn hình tim và được sử dụng để chế tạo máy in tốc độ cao đầu tiên.

## Tuổi thơ và học vấn

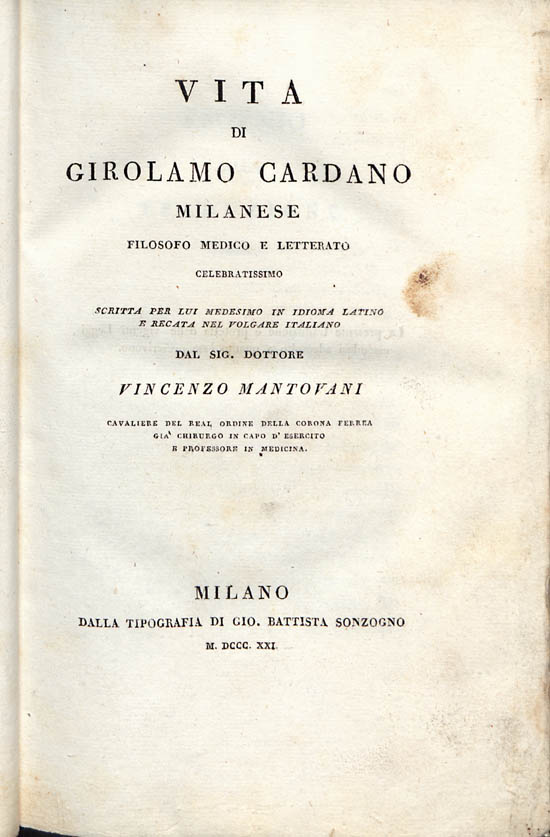
De propria vita, 1821

Ông sinh ra ở Pavia, Lombardy, là con ngoài giá thú của Fazio Cardano, một nhà luật học, luật sư tài năng về toán học và là bạn thân của Leonardo da Vinci. Trong cuốn tự truyện của mình, Cardano viết rằng mẹ anh, Chiara Micheri, đã dùng "nhiều loại thuốc phá thai" để chấm dứt thai kỳ; anh ta "bị mẹ tôi ép ra bằng cách bạo lực; tôi gần như đã chết." Bà đã chuyển dạ được ba ngày. Không lâu trước khi anh chào đời, mẹ anh phải chuyển từ Milan đến Pavia để trốn khỏi bệnh dịch Cái chết Đen; ba đứa con khác của bà đã chết vì căn bệnh này.
Sau một thời thơ ấu đầy chán nản, thường xuyên mắc bệnh tật, bao gồm bất lực và sự nuôi dạy thô bạo của người cha hống hách, vào năm 1520, Cardano vào Đại học Pavia trái với nguyện vọng của cha mình. Bố ông muốn con trai theo học luật, nhưng Girolamo cảm thấy bị thu hút  với triết học và khoa học. Tuy nhiên, trong Chiến tranh Ý 1521–1526, các nhà chức trách ở Pavia đã buộc phải đóng cửa trường đại học vào năm 1524. Cardano tiếp tục việc học của mình tại Đại học Padua, nơi ông tốt nghiệp tiến sĩ y khoa vào năm 1525. Phong cách lập dị và đối đầu của anh ấy đã không kiếm được nhiều bạn bè và anh ấy đã gặp khó khăn trong việc tìm việc sau khi việc học của mình kết thúc. Năm 1525, Cardano nhiều lần nộp đơn vào Trường Cao đẳng Y sĩ ở Milan, nhưng không được nhận vì danh tiếng hỗn chiến và việc sinh con ngoài giá thú. Tuy nhiên, ông đã được nhiều thành viên của trường Cao đẳng Y sĩ tham khảo ý kiến, vì trí thông minh không thể chối cãi của mình.

## Sự nghiệp ban đầu như một bác sĩ
Cardano muốn hành nghề y ở một thành phố rộng lớn, giàu có như Milan, nhưng bị từ chối cấp giấy phép hành nghề, vì vậy ông đến thị trấn Saccolongo định cư mà không có giấy phép hành nghề. Tại đây, ông kết hôn với Lucia Banderini vào năm 1531. Trước khi bà qua đời vào năm 1546, họ có ba người con, Giovanni Battista (1534), Chiara (1537) và Aldo Urbano (1543). Cardano sau đó đã viết rằng đó là những ngày hạnh phúc nhất trong cuộc đời ông.
Với sự giúp đỡ của một số nhà quý tộc, Cardano đã có được một vị trí giảng dạy toán học ở Milan. Cuối cùng, sau khi nhận được giấy phép hành nghề y tế, ông đã thực hành đồng thời toán học và y học, điều trị cho một vài bệnh nhân có ảnh hưởng trong quá trình này. Chính vì điều này, ông đã trở thành một trong những bác sĩ được săn đón nhiều nhất ở Milan. Trong thực tế, vào năm 1536, ông đã có thể rời khỏi vị trí giảng dạy của mình, mặc dù ông vẫn quan tâm đến toán học. Sự nổi tiếng của ông trong lĩnh vực y tế lớn đến nỗi tầng lớp quý tộc đã cố gắng lôi kéo ông ra khỏi Milan. Cardano sau đó đã viết rằng ông đã từ chối lời đề nghị từ các vị vua của Đan Mạch và Pháp, và Nữ hoàng Scotland.

## Toán học

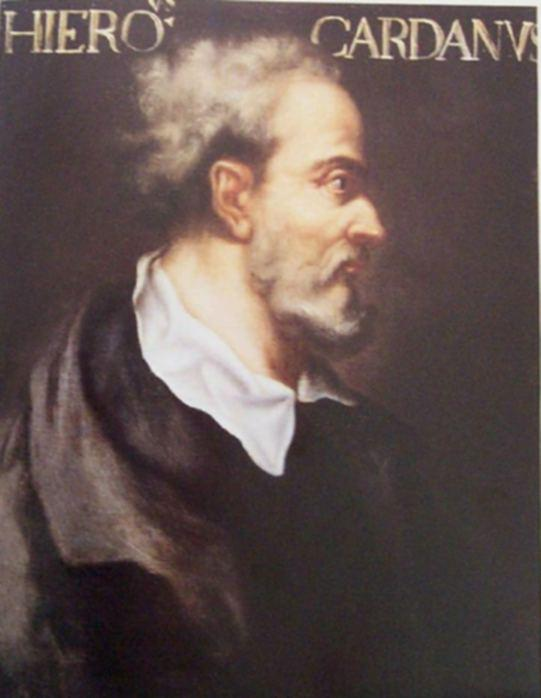
Chân dung của Cardano được trưng bày tại Trường Toán học và Thống kê, Đại học St Andrews.

Cardano là nhà toán học đầu tiên sử dụng các số âm một cách có hệ thống. Ông đã công bố lời giải của Scipione del Ferro cho phương trình bậc ba và lời giải của Lodovico Ferrari, học trò của Cardano cho phương trình bậc bốn trong cuốn sách Ars Magna năm 1545 của ông. Lời giải cho một trường hợp cụ thể của phương trình bậc ba {\displaystyle ax^{3}+bx+c=0}  (theo ký hiệu hiện đại), đã được Niccolò Fontana Tartaglia (người sau đó tuyên bố rằng Cardano đã thề không tiết lộ điều đó và giao tranh với Cardano trong một cuộc tranh chấp kéo dài hàng thập kỷ) với ông vào năm 1539 dưới dạng một bài thơ, nhưng cách giải của Ferro có trước cách giải của Tartaglia. Trong bài thuyết trình của mình, ông thừa nhận sự tồn tại của cái mà ngày nay được gọi là số ảo, mặc dù ông không hiểu các tính chất của chúng, mà được Rafael Bombelli, người Ý đương thời mô tả lần đầu tiên. Trong Opus novum de ratiotionibus, ông đã giới thiệu các hệ số nhị thức và định lý nhị thức.
Cardano nổi tiếng là luôn thiếu tiền và luôn phải kiếm sống bằng cách trở thành một tay cờ bạc và kỳ thủ cờ vua cừ khôi. Cuốn sách của ông về trò chơi may rủi, Liber de ludo aleae ("Sách về trò chơi may rủi"), được viết vào khoảng năm 1564, nhưng không được xuất bản cho đến năm 1663, có chứa phương pháp hệ thống đầu tiên về xác suất, cũng như một phần về các phương pháp gian lận hiệu quả. Ông đã sử dụng trò chơi ném xúc xắc để hiểu các khái niệm cơ bản về xác suất. Ông đã chứng minh hiệu quả của việc xác định tỷ lệ cược là tỷ số giữa các kết quả thuận lợi và không thuận lợi (ngụ ý rằng xác suất của một sự kiện được cho bằng tỷ lệ của các kết quả thuận lợi trên tổng số các kết quả có thể xảy ra). Ông cũng biết về quy tắc nhân cho các sự kiện độc lập nhưng không chắc chắn về những giá trị nào nên được nhân.

## Các đóng góp khác

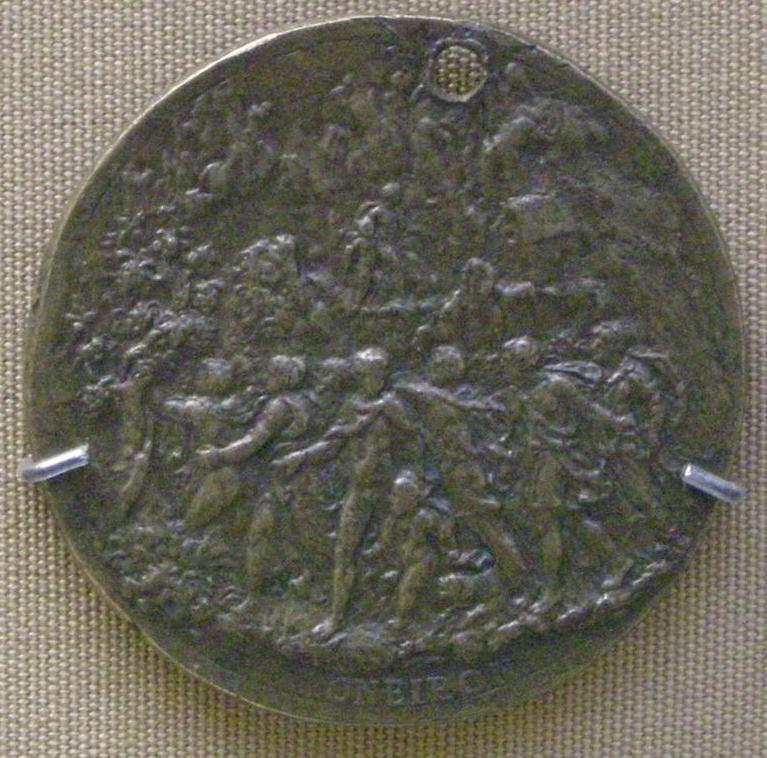
"Oneiron" ("Giấc mơ"), mặt trái của huy chương Cardano của Leone Leoni, 1550-51.

Nghiên cứu của Cardano với hypocycloid đã đưa ông ta đến với cơ chế chuyển động của Cardan hoặc Cardan Gear, trong đó một cặp bánh răng nhỏ hơn bằng một nửa kích thước của bánh răng lớn hơn được sử dụng để chuyển đổi chuyển động quay sang chuyển động thẳng với hiệu quả và độ chính xác cao hơn. Ông cũng được ghi nhận là người đã phát minh ra hệ thống treo Cardan hoặc gimbal.
Cardano đã có một số đóng góp cho thủy động lực học và cho rằng chuyển động vĩnh viễn là không thể, ngoại trừ các thiên thể. Ông đã xuất bản hai cuốn bách khoa toàn thư về khoa học tự nhiên chứa nhiều phát minh, sự kiện và những điều mê tín huyền bí. Ông cũng giới thiệu lưới Cardan, một công cụ viết mật mã, vào năm 1550.
Ai đó cũng gán cho Cardano công lao phát minh ra cái gọi là Nhẫn của Cardano, còn được gọi là Nhẫn Trung Quốc, nhưng rất có thể chúng có trước Cardano.
Đáng chú ý, trong lịch sử giáo dục người điếc, ông nói rằng người điếc có khả năng sử dụng trí óc của họ, lập luận về tầm quan trọng của việc dạy họ và là một trong những người đầu tiên tuyên bố rằng người khiếm thính có thể học đọc và viết mà không cần học. cách nói trước. Ông đã nghiên cứu một báo cáo của Rudolph Agricola về một người câm điếc đã học viết.

## Những năm cuối đời
Người con trai cả và yêu thích của Cardano bị hành quyết năm 1560 sau khi thừa nhận đã đầu độc người vợ ngoại tình của anh ta. Người con trai khác của Cardano là một người nghiện cờ bạc và thường xuyên ăn cắp tiền của ông. Ông bị đồn là đã từng cắt tai một trong những người con của mình. Bản thân Cardano thị bị buộc tội dị giáo năm 1570 do ông đã tính toán và xuất bản số tử vi của Jesus năm 1554. Và chính con ông lại là nhân chứng buộc tội. Cardano bị bắt giữ và phải ở tù vài tháng để từ bỏ chức giáo sư. Ông sau đó chuyển tới Rome và sống cuộc đời còn lại bằng tiền trợ cấp của Giáo hoàng Gregory XIII (sau khi bị từ chối lần đầu bởi Giáo hoàng Pius V) và hoàn thành cuốn tự truyện của mình. Cardano tự sát vào đúng ngày mà ông đã dự báo qua chiêm tinh để bảo toàn danh tiếng của mình vì ông đã dự báo ngày ông chết là ngày 21 tháng 9 năm 1576.

## Các sách xuất bản

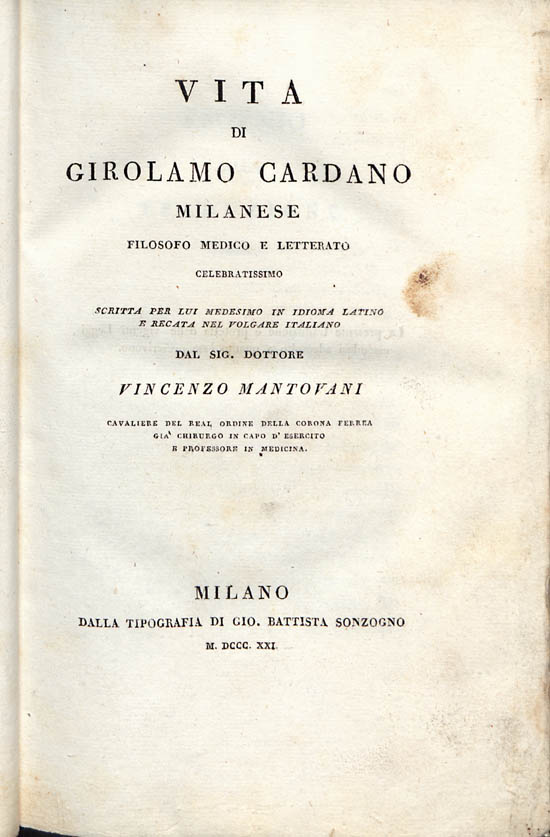
De propria vita, 1821

- De malo recentiorum medicorum usu libellus, Venice, 1536 (on medicine).
- Practica arithmetice et mensurandi singularis, Milan, 1539 (on mathematics).
- Artis magnae, sive de regulis algebraicis (also known as Ars magna), Nuremberg, 1545 (on algebra).
- De immortalitate (on alchemy).
- Opus novum de proportionibus (on mechanics).
- Contradicentium medicorum (on medicine).
- De subtilitate rerum, Nuremberg, Johann Petreius, 1550 (on natural phenomena).
- De libris propriis, Leiden, 1557 (commentaries).
- De varietate rerum, Basle, Heinrich Petri, 1559 (on natural phenomena).
- Opus novum de proportionibus numerorum, motuum, ponderum, sonorum, aliarumque rerum mensurandarum. Item de aliza regula, Basel, 1570.
- De vita propria, 1576 (autobiography).
- Liber de ludo aleae, posthumous (on probability).
- De Musica, ca 1546 (on music), posthumously published in Hieronymi Cardani Mediolensis opera omnia, Sponius, Lyons, 1663
- De Consolatione, Venice, 1542

## Liên kết
- Linda Hall Library History of Science Collection
- Jerome Cardan, a Biographical Study, 1898, by William George Waters, from Project Gutenberg
- "Girolamo Cardan". Catholic Encyclopedia.
- Girolamo Cardano, Strumenti per la storia del Rinascimento in Italia settentrionale (in Italian) Lưu trữ ngày 15 tháng 10 năm 2015 tại Wayback Machine